# Клан Лайон

Герб вождів клану Лайон.

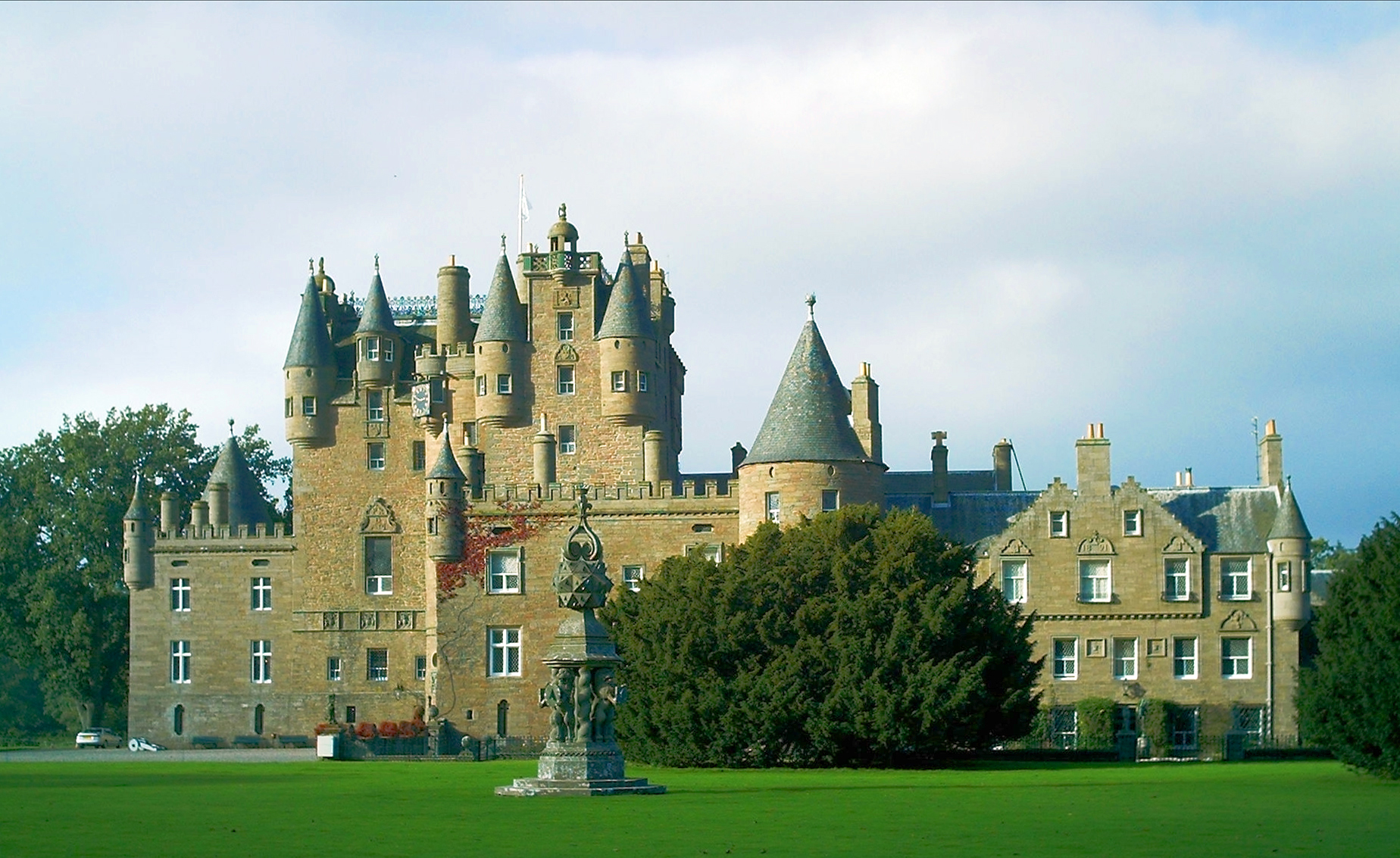
Замок Гламіс - резиденція вождів клану Лайон.

Клан Лайон (шотл. - Clan Lyon) - клан Ліон, клан Лева - один з кланів рівнинної частини Шотландії - Лоулендсу.
Гасло клану: In te Domine speravi - На тебе, Господи, уповаю (лат.)
Вождь клану: Високоповажний Майкл Фергюс Боуз-Лайон (шотл. - Michael Fergus Bowes-Lyon) - XVIII граф Страхмор та Кінгхорн
Ворожі клани: Ліндсей

## Історія клану Лайон

### Походження клану Лайон
Історик та спеціаліст по генеалогії сер Ян Монкріфф писав, що клан Лайон кельтського походження і що вожді клану Лайон походять від молодшого сина вождя клану Ламонт, предки якого переселились в Шотландію з Ірландії.
По іншій версії вожді клану Лайон походять від французьких лицарів роду де Леон. Наприкінці XI століття лицар де Леон прийшов в Шотландію з Едгаром  - сином короля Шотландії Малкольма III, щоб боротися з дядьком Едгара - Дональдом Бейном. Едган переміг і лицар де Леон отримав за службу землі, що були названі Глен Ліон в Пертширі. У 1105 році Роджер де Леон згадується в грамоті Едгара щодо земель абатства Данфермлін.

### XIV - XVI століття
Король Шотландії Роберт II дарував серу Джону Лайону, що був відомий як Білий Лев землі та посаду вождя клану Гламіс (шотл. - Glamis), а ще через п'ять років дав йому посаду чемберлена Шотландії (чемберлен Шотландії мав юрисдикцію карних справ щодо злочинів скоєних міщанами, був верховним суддею і його рішення не могли бути оскаржені нижчими судами, відав справами монетного двру).
Сер Джон Лайон одружився з дочкою короля Роберта II - принцесою Жанною Стюарт. Цей шлюб приніс йому як придане землі Таннадайс на річці Еск. Джону Лайону було також даровано баронство Кінгорн, проте пізніше він був убитий під час сварки з сером Джеймсом Ліндсей Кроуфордом.
Син сера Джона Лайона - теж Джон Лайон зміцнив зв'язок з королями Шотландії, одружившись з внучкою короля Роберта II. Син Джона - Патрік Лайон отримав титул лорда Глеміс у 1445 році. Він отримав посади Майстра Хаусхолд та Таємного Радника. Ще до того він був відправлений до Англії як заручник у 1424 році для процедури викупу з полону короля Шотландії Джеймса І.
Джон Лайон - VI лорд Гламіс був людиною конфліктною, сварливою, запальною. Він одружився з Джанет Дуглас, що стала леді Гламіс. Вона була онучкою Арчібальда Дугласа - V графа Ангуса, що був відомий як Дзвін Кіт (шотл. - Bell the Cat), і після того, як Дуглас помер, вона жахливо страждала від того, що король Яків V ненавидів всіх, хто мав прізвище Дуглас. Леді Гламіс була звинувачена в чаклунстві і, незважаючи на свій сміливий і юридично вірний захист в суді, вона була визнана винною і була спалена на вогні на Замковій горі в Единбурзі 3 грудня 1540 року. Її молодий син також був засуджений до смерті, коли він досяг повноліття, проте король помер раніше, ніж він виріс, і тому він уникнув смертного вироку і був звільнений. Король захопив замок Глеміс і нещадно розграбували його.
Джон Лайон - VIII лорд Гламіс відмовився служити королеві Шотландії Марії І Стюарт і служив Регенту Мореї та Ленноксу. VIII лорд Гламіс потім отримав посади лорд-канцлера Шотландії і Хранителя Великої Печатки Шотландії. ІХ лорд Гламіс був капітаном королівської гвардії і таємним радником короля Шотландії Джеймса VI. Він отримав титули графа Кінгхорн, віконта Лайон і барона Гламіс у 1606 році.

### XVII століття - війни кланів
Джон Лайон - II граф Кінгхорн був близьким особистим другом Джеймса Грема - І маркіза Монтроз. Джон Ліон був з маркізом Монтроз у 1638 році, коли він підписав  Національний пакт. Джон Лайон супроводжував маркіза Монтроз у всіх його ранніх компаніях на захист пакту, але він не підтримав його, коли він вирішив боротися за роялістів і короля Карла I. У результаті маєтки клану Лайон були повністю зруйнований армією ковенанторів.
Патрік Лайон - III граф Стратмор і Кінгхорн заплатив борги, які він успадкував від свого батька, і пізніше відремонтував і розбудував замок Гламіс.

### XVIII століття - повстання якобітів
Син III графа - Джон Лайон - IV граф Стратмор і Кінгхорн був членом Таємної ради Шотландії і виступив проти Акту про унію з Англією 1707 року. Під час повстання якобітів у 1715 році його син приєднався до повстанців і загинув під час битви під Шеріфмуйр захищаючи прапор свого полку. Лідер якобітів  Джеймс Френсіс Едуард Стюарт (Старий Самозванець) перебував в замку Гламіс у 1716 році і серед реліквій замку до сьогодні зберігся меч і годинник, які належали йому.
Під час повстання якобітів 1745 року герцог Камберленд зупинявся в замку Гламіс під час маршу на битві під Куллоден.

## Деякі вожді клану Лайон XVII - XX століття
- 1606 – 1615 – Патрік Лайон - I граф Стратмор та Кінгхорн
- 1615 – 1646 – Джон Лайон - II граф Стратмор та Кінгхорн
- 1646 – 1695 – Патрік Лайон - III граф Стратмор та Кінгхорн
- 1695 – 1712 – Джон Лайон - IV граф Стратмор та Кінгхорн
- 1712 – 1715 – Джон Лайон - V граф Стратмор та Кінгхорн
- 1695 – 1712 – Чарльз Лайон - VI граф Стратмор та Кінгхорн
- 1728 – 1735 – Джеймс Лайон - VII граф Стратмор та Кінгхорн
- 1735 – 1753 – Томас Лайон - VIII граф Стратмор та Кінгхорн
- 1753 – 1776 – Джон Бовес - IX граф Стратмор та Кінгхорн
- 1776 – 1820 – Джон Лайон-Бовес - X граф Стратмор та Кінгхорн
- 1820 – 1846 – Томас Лайон-Бовес - XI граф Стратмор та Кінгхорн
- 1846 – 1865 – Томас Лайон-Бовес - XII граф Стратмор та Кінгхорн
- 1865 – 1904 – Клауд Бовес-Лайон - XIII граф Стратмор та Кінгхорн
- 1904 – 1944 – Високоповажний Клод Джордж Бовес-Лайон - XIV граф Стратмор та Кінгхорн
- 1944 – 1949 – Високоповажний Патрік Бовес-Лайон - XV граф Стратмор та Кінгхорн
- 1949 – 1972 – Тімоті Патрік Бовес-Лайон - XVI граф Стратмор та Кінгхорн
- 1972 – 1987 – Високоповажний Фергус Майкл Клауд Бовес-Лайон - XVII граф Стратмор та Кінгхорн